# Oxytenanthera abyssinica
Oxytenanthera abyssinica (A.Rich.) Munro, 1868 è una specie di bambù africano. È l'unica specie del genere Oxytenanthera.
Ha avuto una certa notorietà poiché il bilionesimo seme acquisito dal Millennium Seed Bank Project è stato proprio un seme di Oxytenanthera abyssinica.